# Banque centrale de Libye
La Banque centrale de Libye (en arabe : مصرف ليبيا المركزي) est la banque centrale de la Libye. Elle a été créée en 1956. Son siège est situé à Tripoli. Elle est actuellement présidée par Gasem Azzoz.

## Gouverneurs
- Depuis septembre 2011 : Gasem Azzoz[1]. Auparavant, le gouverneur de la banque centrale était Farhat Bengdara qui a démissionné et fait défection pour les rebelles en mars 2011 lors de la première guerre civile libyenne après avoir gelé l'essentiel des avoirs libyens externes et les avoir rendus indisponibles pour le régime de Kadhafi[2].